# Escravidão na Grécia Antiga

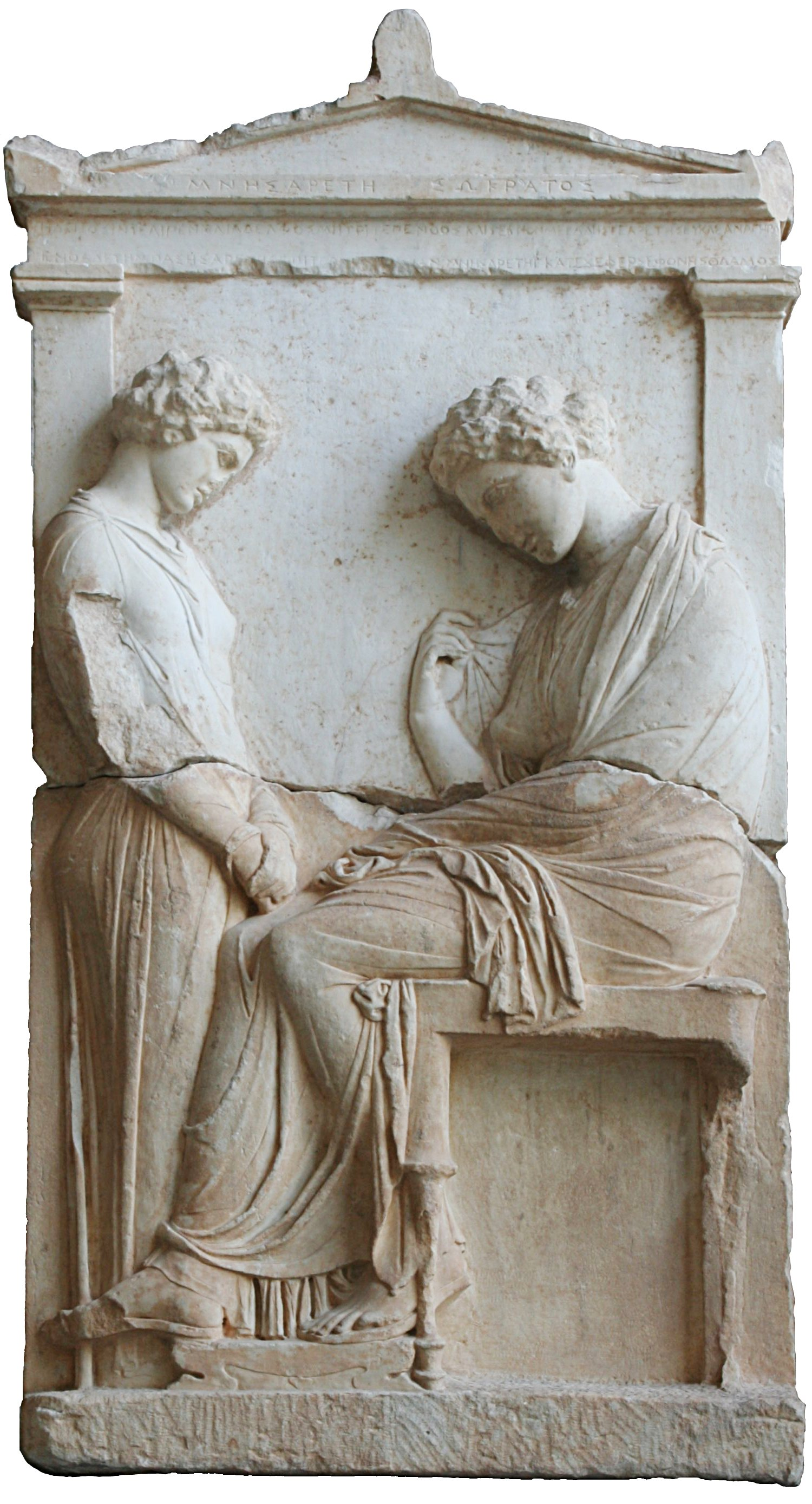
Estela funerária de Mnesarete; um jovem escravo (esquerda) encara sua falecida patroa. Ática, c.. (Gliptoteca de Munique, Alemanha)

A escravidão era uma prática comum e componente integral da vida na Grécia Antiga, ao longo de toda a sua história, da mesma maneira que nas demais sociedades antigas. Estima-se que em Atenas a maioria dos cidadãos tinha pelo menos um escravo. A maior parte dos escritores do período antigo consideravam a escravidão não só como algo natural, mas como algo necessário, porém alguns debates isolados ocorreram, especialmente nos diálogos socráticos.
Em conformidade com a prática historiográfica, este artigo pretende discutir apenas a escravidão como bem móvel (propriedade pessoal), ao contrário da prática que envolvia grupos dependentes, como os penestas da Tessália ou os hilotas espartanos, que se assemelhavam mais aos servos medievais (pouco mais que um bem imóvel). O escravo é um indivíduo privado de sua liberdade, e forçado a submeter-se a um proprietário, que pode comprá-lo, vendê-lo ou emprestá-lo como qualquer outro bem material.
O estudo da escravidão na Grécia Antiga oferece um número de significantes problemas metodológicos. A documentação sobre o assunto é desconexa e muito fragmentada, focalizando-se principalmente na cidade de Atenas. Nenhum tratado foi escrito especialmente dedicado ao assunto. Os casos judiciais do século IV a.C. se interessavam pela escravidão apenas como uma fonte de renda. A comédia e a tragédia exibiam os estereótipos, e a iconografia não fez qualquer diferenciação substantiva entre o escravo e o artesão; até a terminologia é, por vezes, vaga.

## Terminologia

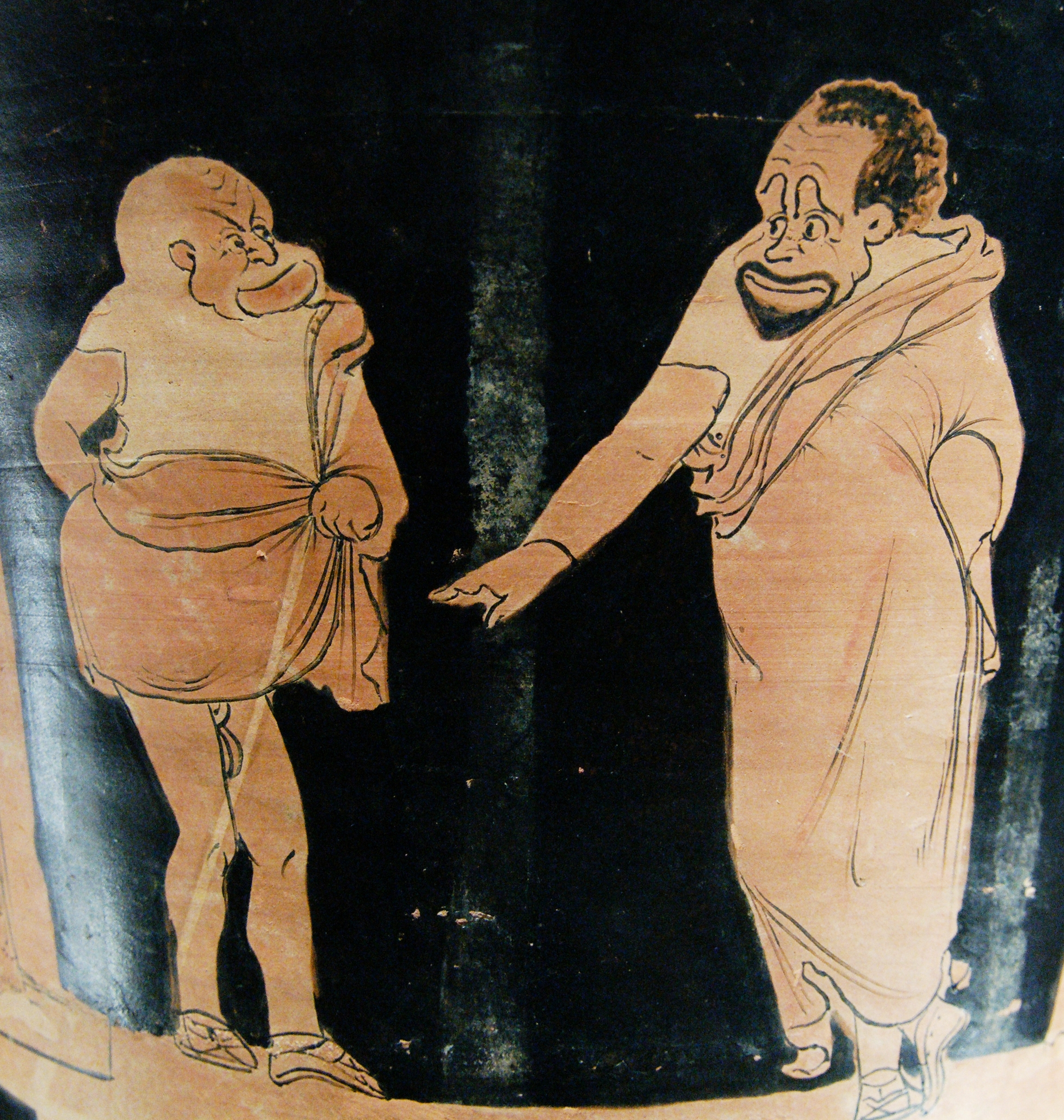
Um senhor (direita) e seu escravo (esquerda) numa flíax (espécie de drama burlesco), em cratera siciliana, c. 350 –. Museu do Louvre, Paris, França

Os antigos gregos tinham diversas palavras para descrever os escravos, que precisam ser colocadas no devido contexto para evitar qualquer ambuiguidade. Em Homero, Hesíodo e Teógnis de Megara, o escravo era chamado de δμώς (dmôs). O termo tem um significado geral, porém se refere particularmente a prisioneiros de guerra capturados como butim, em outras palavras, propriedade. Durante o período clássico, os gregos freqüentemente se utilizavam do termo ἀνδράποδον (andrápodon), literalmente "aquele com os pés de um homem", em oposição a τετράποδον (tetrápodon), "quadrúpede", ou gado. A palavra mais comum é δοῦλος (doûlos), que aparece numa forma arcaica nas incrições micênicas como do-e-ro, utilizada em oposição ao conceito de "homem livre", ἐλεύθερος (eleútheros). O verbo δουλεὐω, que veio a significar "trabalhar" no grego moderno, pode ser usado metaforicamente para outras formas de dominação, como a de uma cidade sobre a outra, ou dos pais sobre seus filhos. Finalmente, o termo οἰκέτης (oikétês) era utilizado, significando "aquele que vive na casa", referindo-se aos empregados domésticos.
Outros termos eram menos precisos, e precisam de determinados contextos:
- θεράπων (therápôn) — na época de Homero a palavra significava "escudeiro" (Pátroclo era descrito como therapôn de Aquiles e Meríones de Idomeneu); durante a era clássica, passou a significar "servo".
- ἀκόλουθος (akólouthos) — literalmente "seguidor" ou "aquele que acompanha". Também foi registrado o uso do diminutivo, ἀκολουθίσκος (akolouthískos), usado para pajens
- παῖς (pais) — literalmente "criança", utilizado da mesma maneira que o termo inglês houseboy hoje em dia, e também utilizado de maneira derrogatória, para se referir a escravos adultos.
- σῶμα (sôma) — literalmente "corpo", utilizado no contexto da emancipação.

## Origens da escravidão

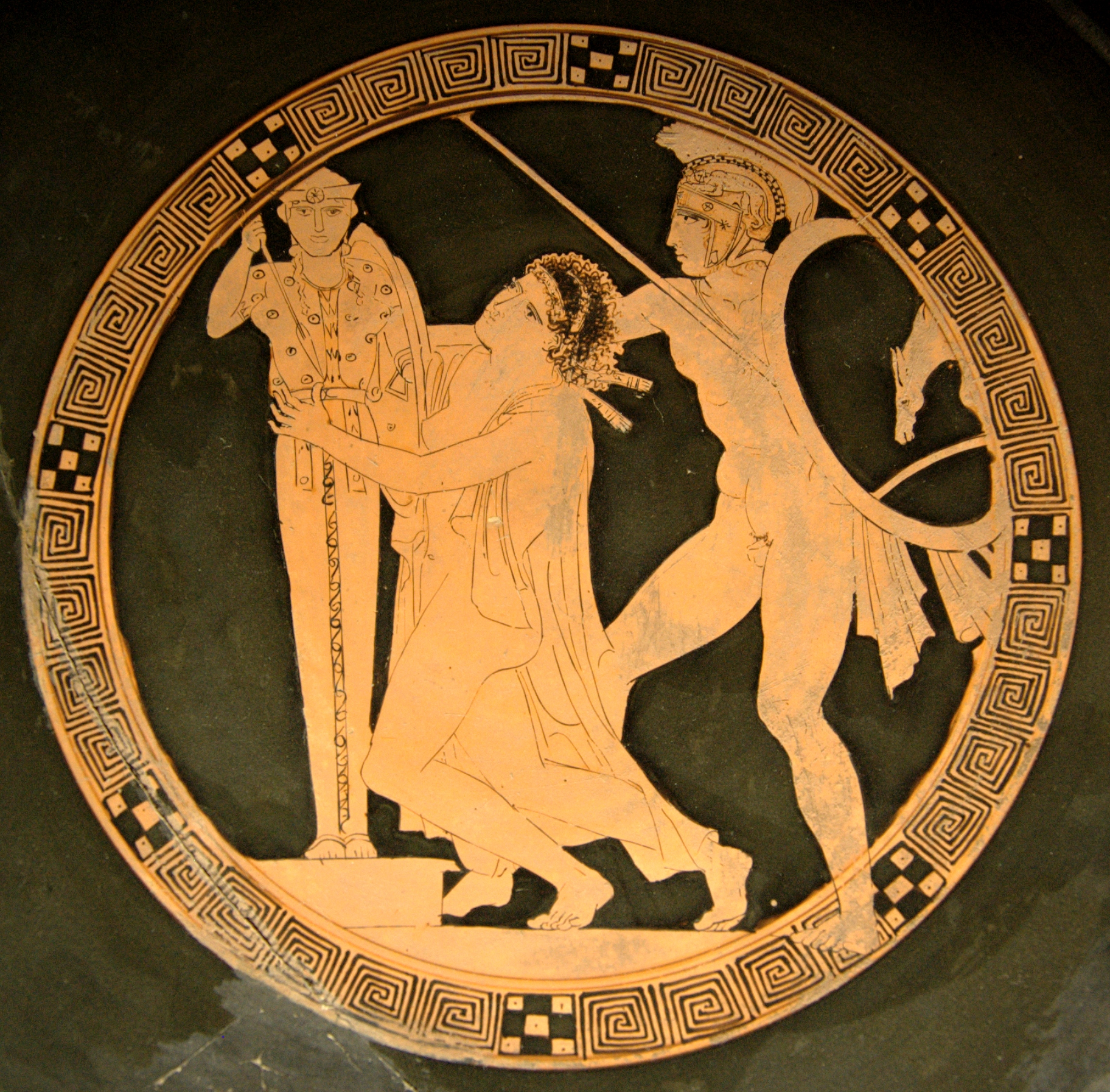
Mulheres como espólio de guerra: Ájax, o Jovem, tomando Cassandra, tondo de uma cílice em cerâmica vermelha do chamado Pintor de Kodros, c. 440-430 BC, Louvre

Os escravos já estavam presentes na civilização micênica; nas tabuletas encontradas em Pilos, o termo do-e-ro pode ser identificado com certeza. Duas categorias legais podem ser identificadas: escravos "comuns" e "escravos do deus" (te-o-jo do-e-ro / θεοιο), o deus neste caso provavelmente sendo Posídon. Escravos do deus são sempre mencionados pelo nome, e possuem suas próprias terras; seu status legal é próximo ao dos libertos. A natureza e a origem de sua ligação com a divindade não é clara. Os nomes dos escravos comuns  mostram que alguns deles vinham de Citera, Quios, Lemnos e Halicarnasso, e provavelmente tinham sido escravizados como resultado da pirataria. As tabuletas indicam que uniões entre escravos e não-escravos não eram incomuns, e que escravos podiam ser artesãos independentes, e possuir lotes de terra. Parece que a principal divisão na sociedade do período dito micênico não era entre escravos e homens livres, mas sim entre aqueles ligados ao palácio real e aqueles que não o eram.
Não há continuidade entre a era micênica e a época de Homero, onde as estruturas sociais passaram a refletir aquelas da Idade das Trevas. A terminologia se torna diferente: o escavo não mais é do-e-ro (doulos), e sim dmôs. Na Ilíada, os escravos quase sempre são mulheres, tomadas como espólio em guerras, enquanto os homens eram libertados mediante o pagamento de resgate ou mortos no campo de batalha. Na Odisseia os escravos também parecem ser, em sua maioria, mulheres. Estes escravos eram servos e, por vezes, concubinas. Escravos do sexo masculino também eram mencionados, especialmente na Odisseia; um exemplo de destaque é Eumeu, o guardador de porcos. O escravo se distinguia por ser um membro da parte central do oikos ("unidade familiar", "domicílio"): Laerte come e bebe com seus servos; no inverno ele dorme em sua companhia. O termo dmôs não é considerado pejorativo, e Eumeu, o porqueiro "divino", se beneficia do mesmo epíteto homérico que os heróis gregos.  Apesar disso, a escravidão permanecia uma desgraça; o próprio Eumeu declara que "Zeus, da voz que chega ao longe, leva metade da virtude de um homem, quando o dia da escravidão chega sobre ele."
É difícil determinar quando se iniciou o comércio escravagista no período arcaico. Hesíodo, em Obras e Dias (século VIII a.C.), afirma possuir numerosos dmôes, embora o seu status seja desconhecido. A presença dos dulos (douloi) é confirmada por poetas líricos como Arquíloco ou Teógnis de Mégara. De acordo com os indícios epigráficos, a lei de homicídios de Drácon (c. 620 a.C.) menciona escravos. De acordo com Plutarco, Sólon (c. 594-593 a.C.) proibiu os escravos de praticar ginástica e pederastia. No fim deste período as referências passam a ficar mais comuns; a escravidão se tornou prevalecente a partir do momento em que Sólon estabeleceu a base para a democracia ateniense. O classicista Moses Finley observa que Quios, que de acordo com Teopompo foi a primeira cidade a organizar um comércio escravagista, também gozara de um processo democrático relativamente cedo (no século VI a.C.), e conclui que "um aspecto da história grega, resumindo, é o avanço lado a lado da liberdade e da escravidão."